# Anna von Hausswolff

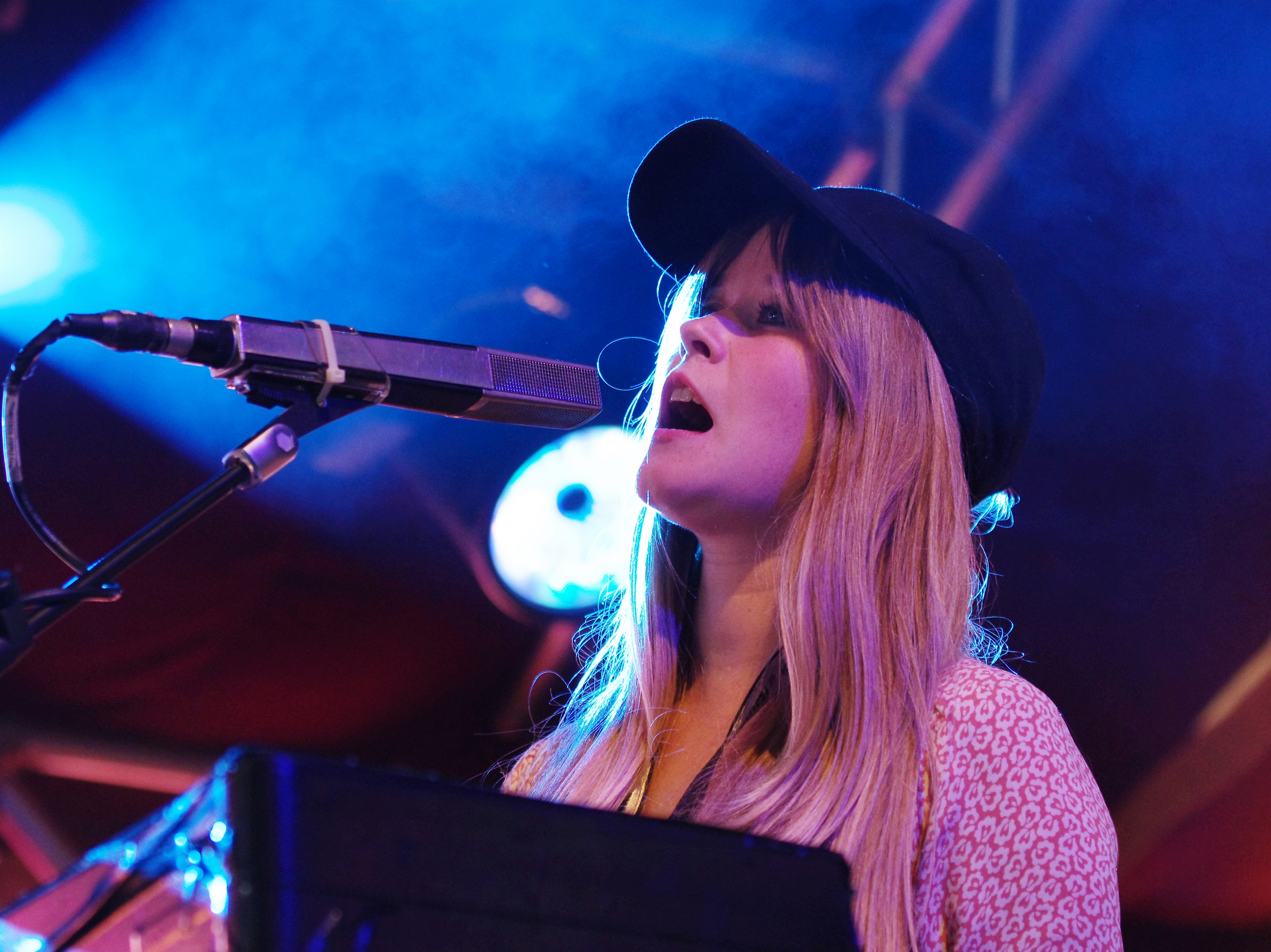
Anna von Hausswolff beim Haldern Pop Festival (2013)

Anna Michaela Ebba Electra von Hausswolff (* 6. September 1986 in Göteborg) ist eine schwedische Sängerin, Pianistin, Organistin und Liedermacherin.

## Leben und Wirken
Ihre erste Single Track of Time erschien am 5. Februar 2010, gefolgt von dem Debütalbum Singing from the Grave, das in Schweden positiv aufgenommen wurde. 2009 trat sie beim Way Out West Festival auf. Im März 2010 war Anna von Hausswolff Support der britischen Band Tindersticks und tourte anschließend mit Taken by Trees in Brasilien. 2011 war sie u. a. Support von Lykke Li und M. Ward. Danach trat sie bei einigen Musikfestivals auf. Anna von Hausswolff ist bekannt für ihre kräftige Stimme und ihre vielschichtigen Liveauftritte. Sie wird zuweilen mit Kate Bush verglichen.
Hausswolff studierte Architektur an der Technischen Hochschule Chalmers ohne Abschluss. Sie ist Tochter des Künstlers Carl Michael von Hausswolff. Ihre ältere Schwester ist die Kamerafrau Maria von Hausswolff.

## Diskografie
- 2010: Track of Time (Single)
- 2010: Singing from the Grave (Album)
- 2013: Ceremony (Album)
- 2015: The Miraculous (Album)
- 2018: Dead Magic (Album)
- 2020: All Thoughts Fly (Album)
- 2022: Live at Montreux Jazz Festival